# Liste de courants stellaires

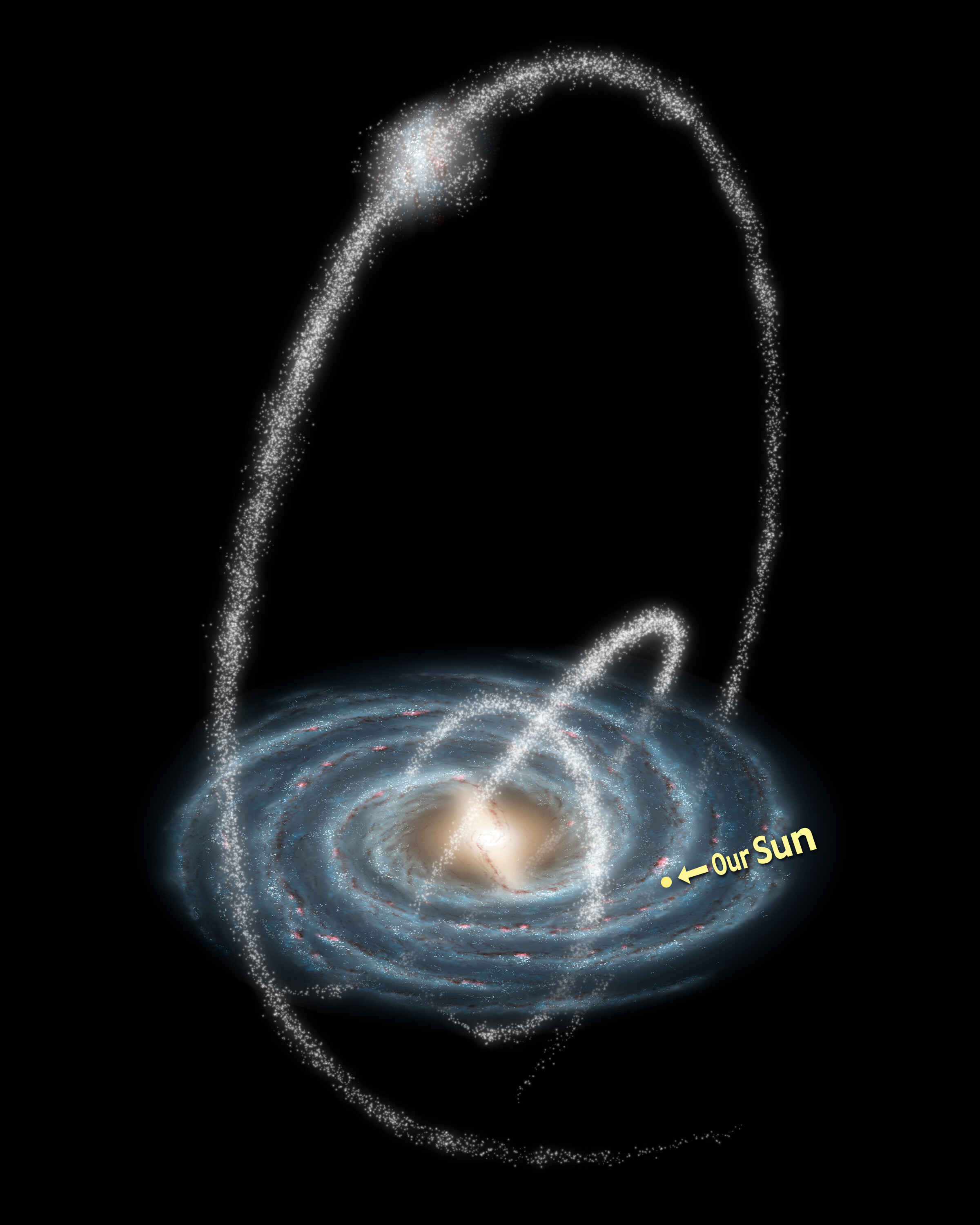
Représentation des courants stellaires de la Voie lactée, connus en 2007.

Cet article recense les principaux courants stellaires connus. En 2025, on en a identifié plus de 100.
Un courant stellaire est une association d'étoiles orbitant une galaxie, provenant d'un ancien amas globulaire ou d'une ancienne galaxie naine déchiquetée et allongée le long de son orbite par les forces de marée.

## Liste

### Voie lactée
Le tableau suivant recense les courants stellaires connus de la Voie lactée.

| Nom                            | Origine                                | Masse (masses solaires) | Longueur (années-lumière)                            | Composition                                     | Découverte |
| ------------------------------ | -------------------------------------- | ----------------------- | ---------------------------------------------------- | ----------------------------------------------- | ---------- |
| Courant d'Arcturus             | Ancienne galaxie naine                 | Inconnue                | Inconnue                                             | Vieilles étoiles déficientes en éléments lourds | 1971       |
| Courant magellanique           | Nuages de Magellan                     | 200 millions            | 1 million                                            | Gaz d'hydrogène                                 | 1972       |
| Courant du Sagittaire          | Galaxie naine elliptique du Sagittaire | 100 millions            | 1 million                                            | Étoiles diverses                                | 1994       |
| Courant de Helmi (en)          | Ancienne galaxie naine                 | 10 à 100 millions       | Plusieurs boucles complètes autour de la Voie lactée | Vieilles étoiles déficientes en éléments lourds | 1999       |
| Courant de Palomar 5           | Amas globulaire Palomar 5              | 5 000                   | 30 000                                               | Vieilles étoiles                                | 2001       |
| Courant stellaire de la Vierge | Ancienne galaxie naine                 |                         | 30 000                                               |                                                 | 2005       |
| Anneau de la Licorne           | Galaxie naine du Grand Chien           | 100 millions            | 200 000                                              | Étoiles d'âge intermédiaire                     | 2002       |
| Courant anticentral (en)       | Ancienne galaxie naine                 | Inconnue                | 30 000                                               | Vieilles étoiles                                | 2006       |
| Courant de NGC 5466            | NGC 5466                               | 10 000                  | 60 000                                               | Très vieilles étoiles                           | 2006       |
| Courant orphelin               | Galaxie naine de la Grande Ourse II    | 100 000                 | 20 000                                               | Vieilles étoiles                                | 2006       |
| Courant de l'Achéron           | Amas globulaire                        |                         |                                                      |                                                 | 2007,      |
| Courant du Cocyte              | Amas globulaire                        |                         |                                                      |                                                 | 2007,      |
| Courant du Léthé               | Amas globulaire                        |                         |                                                      |                                                 | 2007       |
| Courant du Styx                | Ancienne galaxie naine                 |                         |                                                      |                                                 | 2007,      |
| Courant du Verseau             | Ancienne galaxie naine                 |                         |                                                      |                                                 | 2010       |
| Fimbulthul                     | Omega Centauri                         |                         |                                                      |                                                 |            |

### Galaxie d'Andromède
Le tableau suivant recense les courants stellaires connus dans la galaxie d'Andromède.
| Nom                          | Origine | Masse (masses solaires) | Longueur (années-lumière) | Composition | Découverte |
| ---------------------------- | ------- | ----------------------- | ------------------------- | ----------- | ---------- |
| Courant de M31               |         |                         |                           |             |            |
| Courant d'Andromède nord-est |         |                         |                           |             | 2004       |
| Courant de marée nord-ouest  |         |                         |                           |             | 2009       |
| Courant de marée sud-ouest   |         |                         |                           |             | 2009       |

### Autres courants
Le tableau suivant regroupe les courants stellaires connus en dehors du groupe local.
| Nom         | Origine                                                     | Masse (masses solaires) | Longueur (années-lumière) | Composition                | Découverte |
| ----------- | ----------------------------------------------------------- | ----------------------- | ------------------------- | -------------------------- | ---------- |
| Centaurus A | Fragment gazeux ou galaxie naine                            |                         |                           |                            | 2002       |
| NGC 4013    | Ancienne galaxie naine avec une faible inclinaison d'orbite |                         |                           | Grande structure en boucle | 2008       |
| NGC 5907    | Accrétion satellite de faible masse                         |                         |                           | Plusieurs boucles          | 2009       |
| NGC 4651    | Accrétion satellite                                         |                         |                           |                            | 2010       |
| NGC 1055    | Accrétion satellite                                         |                         |                           |                            | 2010       |
| NGC 3521    | Accrétion satellite                                         |                         |                           |                            | 2010       |
| NGC 7531    | Accrétion satellite                                         |                         |                           |                            | 2010       |
| NGC 1084    | Accrétion satellite                                         |                         |                           |                            | 2010       |
| NGC 4216    | Accrétion satellite                                         |                         |                           |                            | 2010       |
| NGC 1055    | Accrétion satellite                                         |                         |                           |                            | 2010       |